# 亞木冬彥
亞木冬彥（あき ふゆひこ，1958年—），日本作家。
亞木冬彥畢業於東京藥科大學，他將在大學裡學到關於毒藥的知識寫進書裡，他的小說作品《久久津的意圖》（久久津の意図），是敘述關於異常殺人狂的故事。